# Pista foliigera
Pista foliigera är en ringmaskart som beskrevs av Maurice Caullery 1915. Pista foliigera ingår i släktet Pista och familjen Terebellidae.
Artens utbredningsområde är Madagaskar. Inga underarter finns listade i Catalogue of Life.